# Вулиця Петра Радзіня
Ву́лиця Петра́ Ра́дзіня — вулиця в Дарницькому районі міста Києва, житловий масив Позняки. Пролягає від Дніпровської набережної до Привокзальної вулиці.
Прилучаються Сортувальна вулиця, проспект Петра Григоренка, проїзд до Тепловозної та Березняківської вулиць.

## Історія
Виникла 2010 року як безіменна дорога від Дарницького автомобільно-залізничного мосту під проектною назвою вулиця Проектна 13114. Сучасна назва на честь командувача Національними збройними силами Латвії, помічника начальника генерального штабу армії УНР Петра Радзіня — з 2019 року.